# 魚雷特急
『魚雷特急』（ぎょらいとっきゅう、In Enemy Country)は、1968年に公開されたアメリカ合衆国の戦争映画。監督はハリー・ケラー。主演はアンソニー・フランシオサ、アンジャネット・カマー、ガイ・ストックウェル。 

## キャスト
| 役名         | 俳優                     | 日本語吹替 | 日本語吹替 |
| 役名         | 俳優                     | TBS版      | NET版      |
| ------------ | ------------------------ | ---------- | ---------- |
| チャールズ   | アンソニー・フランシオサ | 近藤洋介   | 井上孝雄   |
| デニス       | アンジャネット・カマー   | 檜よしえ   | 増山江威子 |
| ブレイデン   | ガイ・ストックウェル     | 原田一夫   | 田中信夫   |
| フレデリック | ポール・ハプシュミット   |            | 家弓家正   |
| イアン       | トム・ベル               |            | 徳丸完     |

- TBS版：初回放送1971年11月22日『月曜ロードショー』
- NET版：初回放送1975年5月18日『日曜洋画劇場』※HDリマスター版DVD収録